# Diecezja Pultu
Diecezja Pultu (łac. Dioecesis Pulatensis) – diecezja Kościoła łacińskiego w Albanii, istniejąca od IX wieku do 25 stycznia 2005, kiedy to decyzją papieża Jana Pawła II została włączona do archidiecezji Szkodry, która odtąd nosi nazwę archidiecezji Szkodry-Pultu. Ostatnim biskupem diecezjalnym był zmarły w 1998 Robert Ashta, później aż do likwidacji w diecezji panowała sediswakancja. Nazwa diecezji pochodziła od miejscowości Pult, niedaleko Szkodry.